# Fernando Augusto Branco
Fernando Augusto Branco CvTE • OC • ComC • GCC (Conceição Nova, Lisboa, 24 de Junho de 1880 – São Sebastião da Pedreira, Lisboa, 11 de Dezembro de 1940) foi um militar, escritor, político e diplomata português.

## Família
Nasceu na Travessa (hoje Rua) da Vitória, n.º 94, 3.º andar, na freguesia da Conceição Nova, em Lisboa. Filho do lojista Marcelino Augusto Branco (Santo Estêvão, Lisboa, 30 de Junho de 1847 – São Sebastião da Pedreira, Lisboa, 22 de dezembro de 1909) e de sua mulher (Sacramento, Lisboa, 8 de Fevereiro de 1877) Clovy Margarida Lemoine Branco (Sacramento, Lisboa, 25 de Agosto de 1854 – ?), doméstica.
Neto paterno de João Lourenço de Almeida e de sua mulher (Lisboa, Alfama, 7 de Janeiro de 1841) Maria da Conceição Serrano e neto materno de Émile Louis Mathurin (Emílio Luís Maturin) Lemaine (Saint-Martin-des-Champs, Morlaix, Finistère, Bretanha, c. 1820 – ?) - Francês Bretão filho de François Guillaume (Francisco Guilherme) Lemaine (sic) e sua mulher (Agota Periana) (sic) -, e de sua mulher (São João da Praça, Lisboa, 16 de Agosto de 1845) Felismina Barbosa de Oliveira (Mártires, Lisboa, bap. 24 de Abril de 1827 – ?), a qual era filha de Venceslau Arsénio de Oliveira e de sua mulher (Campo Grande, Lisboa, 29 de Novembro de 1804) Leocádia Maria da Conceição, neta paterna de Joaquim de Oliveira e de sua mulher Gertrudes Tomásia e neta materna de Manuel Coelho e de sua mulher Vicência Rosa. Tinha uma irmã, Elisa Branco (Lisboa, Conceição Nova, 1 de Fevereiro de 1879 – ?), solteira e sem geração.

## Biografia
Oficial da Marinha, serviu primeiramente no Exército. Tinha o Curso Naval de Guerra e era especializado em torpedos e em navegação submarina.
Durante a Primeira Guerra Mundial serviu nos submarinos que faziam cruzeiro de vigilância ao largo da Barra do Rio Tejo.
Sendo promovido a Capitão-Tenente, em 1939 tinha o posto de Capitão-de-Fragata e atingiu o posto de Capitão-de-Mar-e-Guerra, foi Adido Naval em Londres e, na vigência da situação política saída do Movimento Militar de 28 de Maio de 1926, durante a Ditadura Nacional, exerceu durante largo tempo, no 7.º Governo da Ditadura, de Domingos Oliveira, as funções de 133.º Ministro dos Negócios Estrangeiros, de 21 de Janeiro a 9 de Setembro de 1930, de 4 de Outubro de 1930 a 19 de Maio de 1931, de 15 de Junho de 1931 a 22 de Janeiro de 1932 e de 22 de Março a 11 de Junho de 1932, no exercício das quais se deslocou algumas vezes a Genebra, onde, nas Assembleias da Sociedade das Nações, usou da palavra em nome de Portugal, e sobraçou, também por vezes, a pasta de Ministro da Marinha Interino de 11 a 16 de Outubro de 1930 e de 22 de Abril a 12 de Maio de 1931.

### Obras publicadas[2]
Publicou:
- Novelas marítimas
- Novelas submarinas

### Condecorações[6][7]
- Cavaleiro da Ordem Militar da Torre e Espada, do Valor, Lealdade e Mérito de Portugal (18 de Fevereiro de 1920)[2]
- Oficial da Ordem Militar de Cristo de Portugal (24 de Novembro de 1921)
- Comendador da Ordem Militar de Cristo de Portugal (23 de Novembro de 1926)
- Oficial Honorário da Ordem do Império Britânico da Grã-Bretanha e Irlanda do Norte (7 de Janeiro de 1929)
- Grã-Cruz da Ordem Militar de Cristo de Portugal (22 de Setembro de 1930)
- Polónia Grã-Cruz da Ordem da Polónia Restituta da Polónia (16 de Março de 1931)
- Excelentíssimo Senhor Grã-Cruz da Ordem de Isabel a Católica de Espanha (4 de Maio de 1931)
- Grã-Cruz da Ordem da Lituânia da Lituânia (20 de Novembro de 1931)
- Grã-Cruz da Ordem do Sol Nascente do Japão (10 de Maio de 1932)
- Grã-Cruz da Ordem da Coroa de Carvalho do Luxemburgo (2 de Dezembro de 1932)
- Cavaleiro de Grã-Cruz da Ordem de Pio IX do Vaticano ou da Santa Sé (2 de Fevereiro de 1933)
- Grã-Cruz da Ordem da Estrela da Roménia (29 de Março de 1933)
- Cavaleiro de Grã-Cruz da Ordem da Coroa de Itália de Itália (29 de Março de 1933)
- Grã-Cruz da Ordem de Santo Olavo da Noruega (29 de Março de 1933)
- Grã-Cruz da Ordem Nacional do Mérito Carlos Manuel de Céspedes de Cuba (29 de Março de 1933)
- Grã-Cruz da Ordem de Leopoldo II da Bélgica (29 de Março de 1933)
- Cavaleiro-Comendador Honorário da Ordem do Império Britânico da Grã-Bretanha e Irlanda do Norte (29 de Março de 1933)
- Grande-Oficial da Ordem Nacional da Legião de Honra de França (29 de Março de 1933)

## Casamento e descendência
Casou em Lisboa, a 9 de Março de 1908, com Sarah Bensliman Bensaúde (Ponta Delgada, 8 de junho de 1880 – Lisboa, 1976), Judia Sefardita que se converteu ao Catolicismo, da qual teve duas filhas: Fernanda Bensaúde Branco (São José, 13 de dezembro de 1908 – Campolide, Lisboa, 13 de Fevereiro de 2000), casada com Arnaldo Sampaio (Guimarães, 1908 – 1984) e mãe de Jorge Sampaio e Daniel Sampaio, e Regina Bensaúde Branco (São José, Lisboa, 27 de fevereiro de 1910 – Ramada, Odivelas, 20 de maio de 1999), casada com António Duarte, com geração.